# うぐいすみつる
うぐいすみつるは、日本の漫画家。広島県広島市出身。血液型はO型。3人兄妹の3番目。4つ違いの姉は同じく漫画家のTONOで、一緒に同人サークル「うぐいす姉妹」として活動している。2児の母。兄は医師だが、過去少年誌で入賞し、現在同人活動をしている。

## 概要
岡山の大学在学中に同人活動をしていたところを東京の出版社が注目し、メジャーデビュー。以来4コマ誌等で多数の作品を発表。姉TONOの作品を手伝ったり、共同で作品を発表していることもある。基本的には同人活動の方がメインと考えられる。近年は活動ペースが低下している。
　　　　　　　　　　　

## 作品リスト
- よからぬ話（1-2、1997年-2000年、朝日ソノラマ）
- けしからぬ話（1999年、朝日ソノラマ、TONOとの共著）
- ピンクのお部屋（1-2、2000年-2004年、朝日ソノラマ、「（仮）うぐいすみつる」名義）
- ビバビバ猫ライフ（2001年、あおば出版）
- 妊娠ちゃちゃちゃ!!（2005年、学習研究社）
- 恋愛ちゃちゃちゃ!!（2006年、学習研究社）
- 子育てちゃちゃちゃ!!（2006年、ぶんか社）
- 子育て狂騒曲（2007年、学習研究社）
- 子育てちゃちゃちゃ!!（2007年、ぶんか社）
- タコちゃんの青春シュビドゥバダ（連載中、朝日新聞出版（旧・朝日ソノラマ）
- まろまろ日和（2008年、学習研究社）
- 子育てちゃちゃちゃ!!～毎日が育児戦争編～（2009年、ぶんか社）
- マイホームちゃちゃちゃ!!～快適ビフォーアフター～（2009年、秋田書店）
- やったぜマイホーム!!こだわり二世帯住宅（2009年、朝日新聞出版）
- 猫エッセイコミック 猫ばか（2009年、新書館、共著）